# L'avventuriero
L'avventuriero is een Italiaanse dramafilm uit 1967 onder regie van Terence Young. Het scenario is gebaseerd op de roman The Rover (1923) van de Pools-Britse auteur Joseph Conrad.

## Verhaal
De oude piraat Peyrol is op zoek naar een rustige plek om zich terug te trekken. Hij gaat logeren in een kasteel van een jong meisje en haar tante. Ze gaan Peyrol steeds meer waarderen, omdat hij het meisje helpt om een kindertrauma te boven te komen. Vervolgens vraagt een Franse ambtenaar hem om hulp bij een belangrijke missie.

## Rolverdeling
| Acteur                | Personage        |
| --------------------- | ---------------- |
| Anthony Quinn         | Peyrol           |
| Rosanna Schiaffino    | Arlette          |
| Rita Hayworth         | Tante Caterina   |
| Richard Johnson       | Real             |
| Ivo Garrani           | Scevola          |
| Mino Doro             | Dussard          |
| Luciano Rossi         | Michel           |
| Mirko Valentin        | Jacot            |
| Giovanni Di Benedetto | Luitenant Bolt   |
| Anthony Dawson        | Kapitein Vincent |
| Franco Giornelli      | Simmons          |
| Franco Fantasia       | Franse admiraal  |
| Fabrizio Jovine       | Archivaris       |
| John Lane             | Kapitein         |
| Vittorio Venturoli    | Franse officier  |